# 日置流

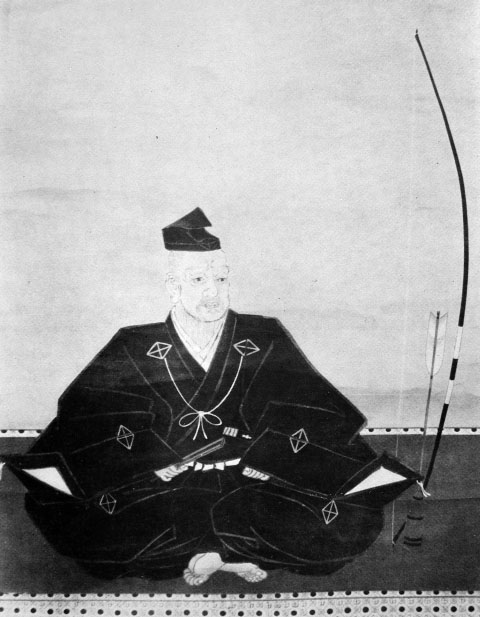
流祖：日置弾正政次（1440〜1500？）

日置流（へきりゅう）とは、古流の逸見流を学んだ日置弾正政次（正次とも）が確立した、和弓の流派の一つである。日置弾正正次は室町時代（15世紀後半）の人といわれているが諸説あり、神仏の化身と称されたり、日置吉田流初代・吉田上野介重賢と同一人物であるとされたりするが、架空の人物との説が有力である。

## 特徴
日本の弓術は、主に戦場における徒歩による弓射から発展した「歩射」と、馬上から射る弓射から発展した「騎射」、三十三間堂における通し矢の弓射から発展した「堂射」に分類することが出来る。今日的な分類では、武射と礼射に分ける考え方が主流となった。武射系と言えば日置流系統の射を指し（この場合は歩射・堂射が含まれている）、礼射系と言えば、小笠原流騎射・歩射から儀礼・儀式的なものを加味されつつ発展した射の系統を指す。900年近く続く小笠原流と比べると日置流の歴史は新しく500年程である。ただ、戦国時代の一時期、没落した小笠原家に変わり、日置吉田流一門が宮中で射礼を行った事もある。
なお、弓の引き方を儀礼的に行うことを一般に「礼射」というが、その際に小笠原流が「礼射」と称するところのものを日置流では「体配（たいはい）」または「体拝」と呼び、区別している。日置流の体配は、簡略な動作から生まれる武士らしい気合の充実が特徴である。
小笠原流が騎射を出発点とし、主に見た目の美しさや品位を重視するものであったのに対して、日置流は的中や矢の貫通力に重点を置いた実利的な歩兵用弓術であった。
現在では、同じ「弓道」という競技において、本来は目的の異なる別のものである「歩射」「騎射」「堂射」の違いを深く理解している射手は少数となってしまった。また、今日では日置流や小笠原流、日置流堂射流派の垣根が低くなってきている。しかし、発展過程がそれぞれ異なる、日置流（武射系）や小笠原流（礼射系）の文化的・歴史的な背景に敬意を払い、よく理解して弓道を学ぶことが望ましい。
日置流には、途切れたものや現存するものを含めると多くの派が存在するが、古来の「派」の位置付けは「教えを受けた～家・～師匠の流れを汲むもの」程度の意味合いであったと考えられ、伝承してきた教えの解釈等の違いから生ずる小さな違いはあるが、根幹となる教えはどの派でも同一である。

## 射法

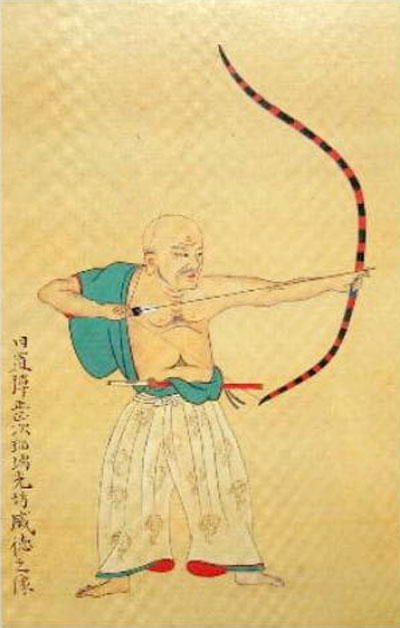
日置弾正の射影

小笠原流歩射（一部を除外して）や流鏑馬に代表される騎射は、射の行程における打起し（弓矢を構えて頭の高さ程度に上げる事）と呼ばれる動作において身体の正面で弓を構える、いわゆる「正面打起し」をとるのに対し、日置流では弓を身体から見て左前方に構える「斜面打起し」をとる（本多流系統を除く）。しかし、視野を日本の外に向けると、弓は通常身体の斜め前方に構えて引き取る射法が基本である（洋弓や民族固有の弓を指す）。歩射（近的・遠的）は明治末期から大正期までは身体の斜め前方に構える遣り方が殆どを占めていたが、学校教育の中で文部省が率先して正面打起しを導入した経緯もあって、正面に弓を構えて打ち起こす射法が大流行した。この時期に流行した正面打ち起こしの射法の多くは本多流を縦糸としている。
弓の握り方には種々の遣り方があり、正面打起しであれ斜面打起しであれ重要な技術であることは言うまでもない。しかし、正面打起しにおいては一旦身体の正面上方に弓矢を上げて、頭上で左斜め前に弓を移行させながら弓の握りを整えなければならず、手の内（弓の握り方のこと）だけの視点で見れば非常に不利な遣り方である。日置流系統では手の内の整え方や働かせ方を特に重要視し、日置流諸派それぞれに独特の教えがあって、矢を放つ際に的中率・貫通率を高める等々実利を追求している。例えば、印西派ではこの握り方を「紅葉重ね」といい、古来から秘伝とされた。
なお、和弓では利き手にかかわらず、弓は左手で押し、弦は右手で引くのが通常である。これは、弓兵を集団で訓練し運用する事を容易にし、また規格を統一する事で弓具を大量生産する為の名残であると考えられる。
武士が戦場での実戦を出発点として磨き上げてきた弓術は、江戸時代に戦場を離れて武士の表芸として大成され（弓馬の道）、今日まで日置流として受け継がれている。

## 歴史
日置流は、「吾国弓術中興始祖也」（『本朝武芸小伝』）と称される日置弾正正次（生没年不詳）を祖とする。日置弾正は室町時代中期（15世紀後半）の大和の人といわれているが、その経歴については不明な点も多く、実在説、架空人物説、吉田流初代・吉田重賢と同一人物とする説などがある。神仏の化身とも称された。日置弾正の高弟の一人に吉田重賢がおり、以後主に吉田氏により継承されたので吉田流ともいうが、現在では一部を除き日置流と呼ぶ場合が多い。

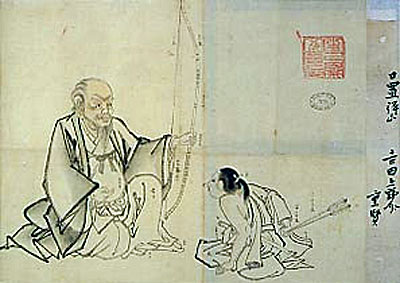
左:日置弾正、右:吉田重賢

吉田重賢（太郎左衛門・上野介・出雲守など、号：道宝）（寛正4年（1463年） - 天文12年（1543年））は南近江の戦国大名六角氏家臣で、川守城（現竜王町川守）を本拠としていたと伝わる。
吉田氏は主家の六角氏と同じ近江源氏（佐々木氏）の一族で、源頼朝に従って活躍した佐々木定綱らの弟厳秀に始まる。近江吉田荘、または出雲吉田村を名字としたという。山陰の戦国大名尼子氏（佐々木氏支族）配下にも吉田氏がおり、同族ともいう。
江戸時代後期に編纂された寛政重修諸家譜の吉田氏系図（印西派宗家の旗本吉田氏が提出したもの）には、出自について「宇多源氏　佐々木庶流　今の呈譜に吉田厳秀より出るといふ。」とあり、重賢については「某（註：諱不明の意）　出雲守　今の呈譜、太郎左衛門下野守重政〔ママ〕につくる。佐々木家に属し、旗下七人のうちたり。日置弾正豊秀にしたがひて射芸を学ぶ。豊秀が門人多しといへども、出雲守ひとりその妙をうるがゆへに、豊秀家伝をつがしむ。これより世こぞりて吉田流と称す。子孫にいたるまで代々相伝てその術を教授す。法名道宝。」 と記されている。（豊秀は日置弾正の別名。重政は重賢の誤りか。重賢ら吉田氏の人物には別名が多く伝わっている。）
重賢の後は嫡子重政（助左衛門・出雲守、号 一鴎）（文明 16年（1484年） - 永禄12年（1569年））が継承した。天文年間頃、重政は主君の六角義賢から家伝の伝受を求められるが、これを拒み、一時越前の朝倉氏の下に身を寄せた。その後和解して近江に帰還し、義賢と養子縁組をして家伝を伝授した。
この騒動時に、家伝が絶えることを危惧した重政は、四男の重勝に家伝を授け京都に移らせたという。この重勝の系統は後に雪荷派と呼ばれた。重政の嫡子重高には義賢から返伝がなされ、家伝は再び吉田氏で継承された。この系統は出雲派と呼ばれる。
以後、出雲派からは分派が多く生じ、雪荷派分派の道雪派などともに九流十派などと呼ばれるほど多くの分派が生じた。またこの時期に石堂竹林坊如成を祖とする竹林派も成立した。如成は重政の弟子とも、日置弾正とは別の日置弥左衛門範次（伊賀の人と伝わる）を祖とする流れを汲むともいう。以降の日置流の歴史については下記の「諸派」を参照。
日置流の影響は非常に強く、以降の弓術はほとんど日置流に依ったと言っても過言ではない。また日置流後に成立した弓術流派も様々な名称のものがあったが、多くは日置流の系譜に連なるものである。江戸時代、各藩は弓術師範を召し抱えたが、それらのほとんどは日置流の射手であった。

## 諸派
分派については諸説あるが、代表的な説に基づいていくつかの派を挙げる。

### 大和日置系統　(吉田流)

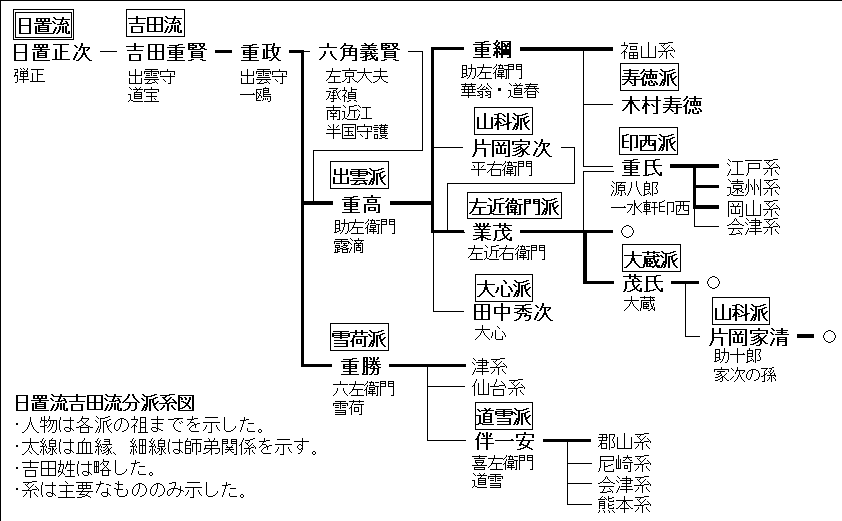
日置流（吉田流）各派系図

日置弾正政次の弟子、吉田重賢を祖とする流れ。吉田家が代々伝えた事から、吉田流とも呼ばれる。
出雲派
吉田重政の嫡子、重高（助左衛門・出雲守、号：露滴）（永正5年（1508年） - 天正13年（1585年））を祖とする。
上述の経緯で、吉田氏の家伝は主君六角義賢が継承していたが、重高は義賢から返伝を受けた。重高以後は子孫の助左衛門家で継承され、重賢ら代々の受領名から出雲派と呼ばれた。この系統は吉田家の嫡流ではあるが、技術的には雪荷派が本流とする見解もある 。
重高の嫡男重綱（助左右衛門、号 華翁・花翁・道春）（天文23年（1554年） - 天正10年（1582年））は父に先立ち28歳で没する。『明良洪範』によれば、重綱の嫡子豊隆は幼少であったため、婿の吉田重氏（印西派祖）に伝書類が預けられていたが、豊隆成長後に返伝がなされず騒動になったという。
豊隆は後に岩槻藩主阿部正次に仕えた。子孫も代々阿部氏に仕え、転封により福山藩に移り、家老職も務めた。道統は明治まで継承され、幕末の当主豊辰は阿部正弘以降の藩主の師範を務めたほか、執政・藩校誠之館文武総裁を務めた。
福山以外には阿部氏分家（刈谷藩のち佐貫藩主）、米沢藩などにも伝わった。
重高門下から山科派、左近(右)衛門派、大心派、重綱門下から寿徳派、印西派が分派した。
山科派
吉田重高の弟子、片岡家次（平右衛門）またはその孫の片岡家清（助右衛門）を祖とする。
家次は重高の死後、その三男業茂（左近(右)衛門派祖）を輔佐した。子の家延（平右衛門）も茂氏（大蔵派祖）らに師事し技術を伝え、その次男家清は業茂の嫡子茂武の女婿で、茂氏に師事した。このように片岡家は業茂の子孫と縁が深く、伝書も山科・大蔵各派で類似するという。『本朝武芸小伝』は家清を山科派祖としている。
左近右衛門派
吉田重高の三男、吉田業茂（左近(右)衛門）を祖とする。
業茂は父および片岡家次に師事し、後に叔父重勝（雪荷）にも師事したという。始め豊臣秀次、後に前田利家に仕えた。子孫も技術を伝え、加賀藩、富山藩に仕えた。この系統は後に左近派とも呼ばれた。
大蔵派
吉田業茂の三男、吉田茂氏（大蔵）（天正6年（1578年）- 正保元年（1644年））を祖とする。
茂氏は父に師事し、始め富田信高、後に前田利常に仕えた。大坂の陣で武功を立て、1,400石に加増される。三十三間堂の通し矢を7回試み、6回の天下一を記録した。加賀藩を中心に栄えた。
印西派
吉田重綱・業茂の弟子、吉田重氏（源八郎、旧姓：葛巻、号：一水、法名：印西、一水軒印西）（永禄 5年（1562年） - 寛永15年（1638年）3月4日）を祖とする。重氏は近江国蒲生郡葛巻村（現滋賀県東近江市）に生まれる（吉田氏本拠の川守は近隣）。もと葛巻氏（吉田氏の近親であるとも伝わる）で、吉田重綱（出雲派）の養子となりその娘を妻としたという。後に養父と不仲になり、吉田業茂（左近右衛門派）に師事した。豊臣秀次、結城秀康、松平忠昌らにつかえ、後に徳川家康、秀忠、家光に拝謁した。
嫡子重信（久馬助）が旗本となり、家光ら将軍家弓術指南役となる。江戸、岡山藩、薩摩藩、遠州地方、福井藩など各地に広まる。江戸と岡山藩の印西派のみ「日置当流」と称される。日置弾正正次からの教義を血族には唯授一人、血縁関係の無い弟子には免許皆伝を与え、日置弾正の教義を次世代次世代へと伝えてきた射法。その土地の印西派の伝承者（つまり宗家）は、その世代にただ一人しか存在しない。免許皆伝者は複数居る場合もある。
一部の印西派を当流と呼ぶのは、江戸印西派の宗家が徳川将軍家の弓術指南役だった事からで、将軍家の流派という意味。また、岡山藩の印西派が当流と呼ばれる所以は、池田侯と当時の将軍が弓の勝負をした際に池田侯が勝利し、池田侯が当家でも「当流」と称させて欲しいと願い出たところ、将軍が褒美の意味で当流と称すことを許可した事から。
印西派は戦場で徒歩武者（歩兵の意）が用いる射法である「歩射」であり、本来は馬上で弓を引く「騎射」の射法である小笠原流とは根本的にその土台が異なる。印西派の本来の射法は「割膝（わりひざ）」という膝立ちの体勢で弓を引くものであり、戦場で敵方から放たれる矢を避けて身を隠しながら、瞬間的に身を起こし敵を射るのに非常に適している。
現代では、その割膝の練習段階とされる、立ったまま弓を引く「立射」の体勢が一般的である。
印西派の教えでは「貫（かん）・中（ちゅう）・久（きゅう）」の実践を最高とする。
「貫」は敵兵の鎧まで貫く強力な貫通力、「中」は百射百中の命中率、「久」は貫・中を永久に実践できることを意味する。つまり印西派は、弓矢が強力な武器であった時代において、戦場で戦う徒歩武者が如何に敵を射殺できるか、その鍛錬と戦場での実践のために編み出された射法であり、文字通り極めて実戦的かつ合理的なものである。
現代の弓道においては通常の競技において的中主義であるため、貫通力の相対的価値が下がっていることもあり、今日では「中・貫・久」の実践を最高としているが、本来は「貫・中・久」である。
印西派における射法の教えについて、物理学的・医学的等の見地からの研究が筑波大（旧東京教育大）で行われているが、その伝承されてきた事項について科学的な見地から否定されるものが一切発見されておらず、古来からの教えが戦場での経験に基づいた極めて合理的・科学的なことが裏付けられている。
的は日置霞（へきがすみ）と呼ばれる独特の模様の物を用い、多人数で射る場合も一つの的を全員で射るのが本来正式である。これは、集団で向かってくる敵兵の先頭の者を確実に射倒す事で、敵兵の戦意を削ぐ為である。
また、もし敵兵を射損じた場合でも、外れた矢が足元に突き刺さる方が、頭上を飛び越えて行くよりもより敵に恐怖感を与える事が出来るため、的は地面すれすれの低い場所に立てて稽古した。
近的用の的の大きさは人間の胴体の幅を想定しているとされている。それ故、上や下に外す事よりも、的の左や右に外す事の方が良くない事だとされている。
また、的は約15間(28m)先に設置するが、これは戦場での敵の位置を想定したものである。これは、直接攻撃用の武器の中で最も攻撃距離の長い槍が届かず、かつ遠すぎない距離である。
現在もこれらに習い、近的の場合は流派を問わず、直径一尺二寸(36cm)の的を15間(28m)先の低い位置に設置するのが一般的である。
徳山文右衛門から明治初期に免許を受けた浦上直置が創始した、「三分の二」とよばれる動作をとる浦上一派が現在関東を中心に活動している。「三分の二」とは、「打起し」から「引分け」てくる間、矢の高さが眉毛のあたりになった時に一度動きを止める動作である。しかしまた、「三分の二」を取らない昔ながらの印西派も各地に数多く残っている。
印西派の中でも薩摩日置、備前日置、遠州系等の系統は詳しく系譜をさかのぼる事が出来る。
有名な射手としては、弓道教本編集に関わり射法制定委員であった浦上榮範士十段、全日本弓道連盟副会長を務めた村上久範士十段、東京教育大学教授でドイツ武道連盟師範であった稲垣源四郎範士九段がいる。
大心派
吉田重高の弟子、田中秀次（号：大心）を祖とする。秀次は京都の人。
寿徳派
吉田重綱の弟子、木村寿徳を祖とする。
寿徳は近江国堅田の出身で、もと猪飼氏を称していた。

雪荷派（せっかは）
吉田重政の四男（異説あり）、吉田重勝（六左衛門、号：雪荷）（永正11年（1514年）- 天正18年（1590年））を祖とする。
上述のように吉田家と主君の六角義賢の間で家伝をめぐって争いが生じた折、家伝が絶えることを危惧した重政らが雪荷に奥義を授けて京都に移らせたという。
雪荷は仕官しなかったものの、多くの武将との交際が伝えられる。特に細川幽斎とは親しく、弓術を教授したほか、幽斎配下の故実家小笠原秀清（少斎）から故実・礼法を学んだという。天正18年（1590年）に77歳で没した地も細川氏領国の丹後国田辺であった。
子孫は津藩主の藤堂氏に仕え（扶持600石）、代々六左衛門を称し唯授一人の相伝を受け継いだ。津藩で手厚く保護され、近年まで道統が伝えられた。仙台藩、会津藩等にも伝わったほか、道雪派が分派した。雪荷から免許を受けた人物には、細川幽斎、蒲生氏郷、豊臣秀長・秀次、宇喜多秀家らの武将もいた。
道雪派
吉田重勝（雪荷）の弟子、伴一安（喜左衛門、号：道雪）（元和7年（1621年）没）を祖とする。
道雪はもと建仁寺の下級僧侶で、後に細川幽斎に出仕した。雪荷は、門下で道雪が最も優れていたので道統を継がせようとしたが、道雪は固辞し、別に一派を立てることを願い許されたという。道雪の子孫が郡山藩に仕えたほか、高槻藩、会津藩、広島藩、熊本藩などに伝わった。
道雪は天正年間に根矢（鏃の付いた実戦用の矢。重いので遠くに飛ばすには不利）で三十三間堂の通し矢を行った。これが後の「根矢数」の起源となった。初期の通し矢では道雪派の門人が多くの記録を残している。

### 伊賀日置系統
日置弾正政次と同じ血統であるか、もしくは教えを受けたとされる、日置弥左衛門範次を祖とする流れ。

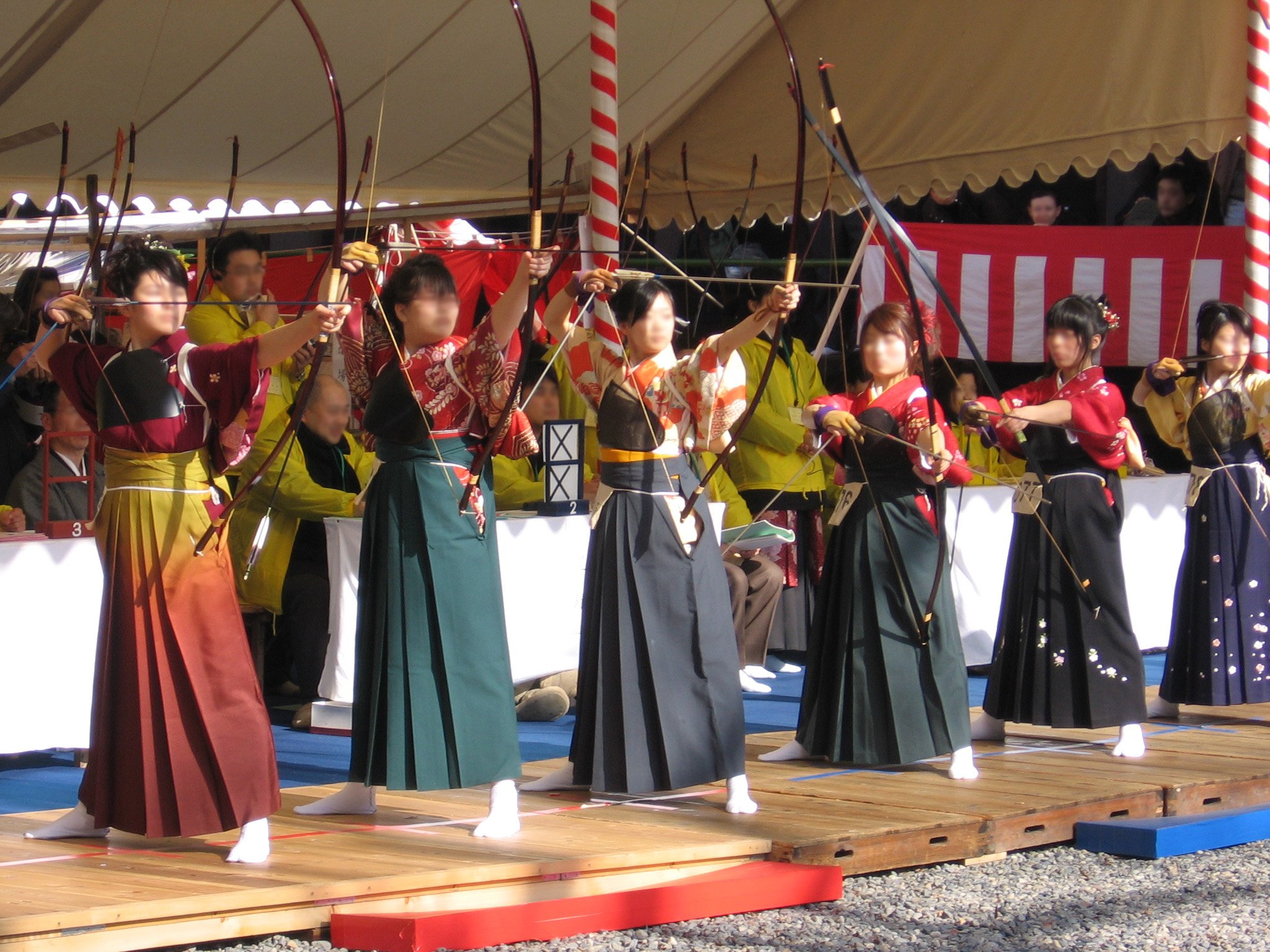
通し矢の伝統を今に残す、三十三間堂遠的大会

竹林派（ちくりんは）
石堂竹林坊如成を祖とする。姓は北村・喜多村・石塔とも。竹林流と称する場合もある。如成ははじめ僧侶になり、竹林坊と号して近江に居住した。この時期に吉田重政の技を伝え聞いたとも、吉田家の祈願僧となって弓術修行に没頭したとも伝えられる。一方竹林派の伝書では
日置弥左衛門範次 - 安松左近吉次 - 同新三郎良清 - 弓削甚左衛門正次 - 同弥六郎繁次 - 石堂竹林坊如成　（氏名には異説あり）
という系譜が記載されるが、如成以前は不明な点が多い。如成は後に清洲藩主松平忠吉に仕え藩士らを指導したという。次男の貞次（弥蔵）が技術を伝え、尾張藩成立後も引き続き栄えた。子孫は郡山藩に仕えた。（正統竹林派）
貞次門下から尾張藩士の岡部忠次（藤左衛門）、長屋忠久（忠左衛門）、長屋忠重（六左衛門）らが、さらに忠重門下からは京都三十三間堂の通し矢で名高い星野茂則（勘左衛門）が輩出し、各家は代々技術を伝えた。これら尾張の系統が尾州竹林派である。
また貞次門下の野村勝吉（喜左衛門）、瓦林（尾林）成直（与次右衛門）は紀伊藩に竹林派を伝えた。射法訓作者の吉見経武（台右衛門、法名：順正）、通し矢天下一の和佐範遠（大八郎）らが輩出した。これが紀州竹林派である。
他に高松藩、熊本藩など多くの藩に伝わった。星野茂則から江戸に伝わった系統は旗本により伝承され（江戸竹林派）、後に本多流となった。
通し矢は堂射ともいう。江戸時代前期に流行し、特に尾張藩と紀伊藩が鎬を削ったことから両藩の竹林派も栄えた。また記録更新のため射法・用具の研究・改良が進んだ。竹林派は堂射と縁の深い系統ではあるが、的前射法も存在し、また通し矢を禁じた系もあることから、通し矢専門の流派ではない。
如成は僧侶であったため、竹林派の思想・用語には仏教の影響がみられる。例えば現在の射法八節にも採用されている「会」「離」は、仏教語の会者定離にちなむ。
一貫流
大野又兵衛一貫（文化13年没、63歳）を祖とする。一貫は若桜藩（鳥取藩支藩、鳥取西館新田藩）藩士（130石）で、竹林派系統の大口流大口子積に師事した。寛政年間に剣・槍・居合術も含む一貫流を創始した。
本多流
竹林派 の本多利実（天保7年（1836年） - 大正6年（1917年））を祖とする。明治大正期に成立。日置流の系統ながら正面で打起すのが特徴。利実は、斜面打起しであった竹林派に正面打起しを導入するなど射法に改良を加え、現代の射法に強い影響を与えた。

## 日置流の現在
山科派、大蔵派
吉田大蔵、片岡家次・家清の流れを汲む流派が「日置吉田流」として熊本県で活動している。
左近右衛門派、大心派、寿徳派
現在は伝わらない。
印西派
鹿児島県に薩摩日置、岡山県には宇喜多秀家家臣で、島津家に仕官し、薩摩藩の日置流印西派弓術の初代師範である東郷重尚に、日置流弓術を伝授した本郷義則がいた。江戸時代・日置当流師家であった徳山家に備前日置が伝わっている。備前日置の流れである浦上一派は関東を中心として活動している。静岡県には印西派遠州系の流れの2系統が伝わりそれぞれ宗家が存在する（奥村家→河合治明系と上村清兵衛系）、近年になって、上村清兵衛系の遠州系から摂津系が分派した。主な活動団体としては、徳山師家道場・徳山正射会、浦上同門会、筑波大学弓道研究室、桜一射会、一水会、薩摩日置流腰矢保存会などがある。他に、日置流印西派塩崎御弓保存会（一水軒の弟子・稲葉吉重が始まり）が福島県南相馬市で、上村清兵衛系の遠州系が静岡草薙神社境内の道場で、摂津系同門会が兵庫県川西市で活動している。流れを汲む大学弓道部は、早稲田大学、法政大学、筑波大学、東京工業大学、お茶の水女子大学、関西大学、岡山大学、岡山商科大学、京都大学、大阪市立大学、大阪産業大学、青山学院大学理工弓道部、東北学院大学工学部、東京都市大学など。
雪荷派
東海地方などに伝わる。東海地方では武士以外に庄屋・名主層にも弓術が普及し、現在でも「お祭り弓」と称して神社において祭礼と結びついた形で保存されている。

道雪派
熊本県に熊本系の宗家が存在し、継承されている。藤崎八旛宮で射去祭を奉仕するなどの活動をしている。
竹林派
愛知県に尾州竹林派の星野系、岡部系などが、熊本県に肥後竹林派が継承されている。肥後竹林派は維新後一時絶えたが、その後旧熊本藩家老家で八代城主であった松井氏に相伝され、現在まで代々受け継がれている。また京都では尾州竹林派の體勇社（体勇社）が設立され、京都の大学弓道に大きな影響を与えた。現在尾州竹林派の流れを汲む大学弓道部は、同志社大学、龍谷大学、京都女子大学、佛教大学、名古屋大学、滋賀大学、神戸大学など。紀州竹林派の流れを汲む大学弓道部は香川大学である。本多流の関西学院大学は石堂竹林派（高松藩系）の伝統も伝えている。
一貫流
宗家は絶えたものの、鳥取県で一貫流保存会が活動。
本多流
一般財団法人本多流生弓会として各地の支部で活動している。関東で特に盛んである。現在本多利永氏が四世宗家。流れを汲む大学弓道部は、東京大学、國學院大學、学習院大学、東京理科大学、関西学院大学、獨協大学、明星大学など。